# Conny Stuart

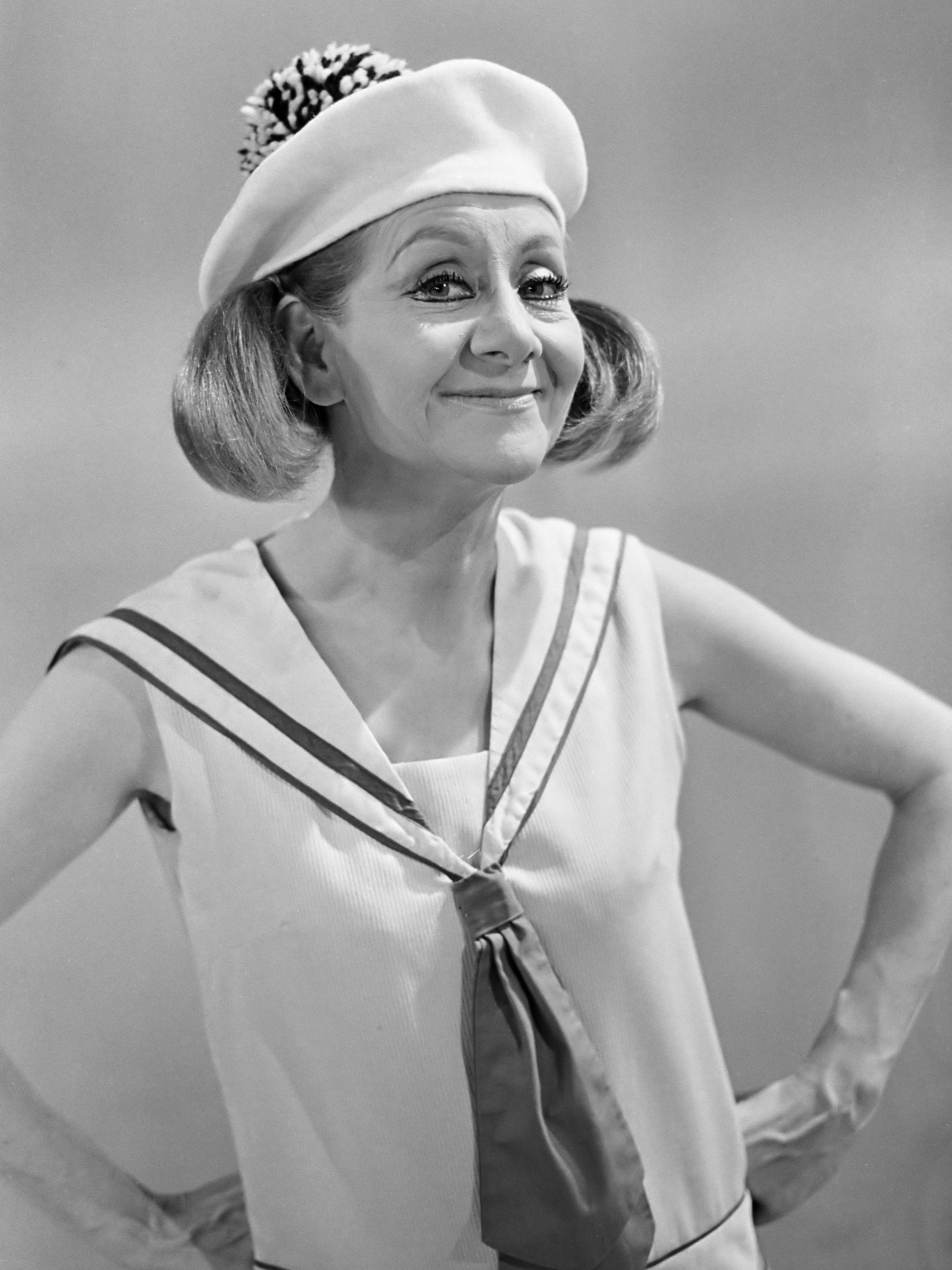
Conny Stuart (1966)

Conny Stuart (* 15. September 1913 in Wijhe, Provinz Overijssel als Cornelia van Meijgaard; † 22. August 2010 in Amsterdam) war eine niederländische Sängerin, Schauspielerin, Kabarettistin und Musicaldarstellerin.

## Leben
Conny Stuart wurde unter dem bürgerlichen Namen Cornelia van Meijgaard geboren. Sie wuchs in Den Haag in der Nähe des Friedenspalastes auf. Sie besuchte die Höhere Mädchenschule (Hogere burgerschool) Bleyenburg in Den Haag und nahm Klavierunterricht. In dieser Zeit verwendete sie für sich den Familiennamen Stuart und erhielt gleichzeitig ihren Nickname Puck.
Ihre Laufbahn als Sängerin begann in der Band des Jazzpianisten, Sängers und Bandleaders Freddy Johnson. Ihr erster Rundfunkauftritt erfolgte am 25. Juli 1939. Im Oktober 1940 erhielt sie eine Einladung, gemeinsam mit anderen prominenten niederländischen Showkünstlern bei einem Konzert auf dem Leidseplein in Amsterdam aufzutreten. Dort lernte sie den niederländischen Kabarettisten und Sänger Wim Sonneveld kennen, der sie später für sein Kabarettensemble verpflichtete. Sie wirkte erstmals 1943 in seinem Kabarettprogramm Alleen voor Dames mit. In der Folgezeit trat Stuart bei zahlreichen weiteren Programmen an der Seite von Sonneveld auf. Sonneveld entdeckte Stuarts komisches Schauspieltalent und ihre Fähigkeit, komische Lieder vorzutragen. Viele Lied- und Kabaretttexte wurden von der später bekannten Theaterautorin Hella Haasse geschrieben, die sich allerdings in späterer Zeit nur ungern an ihre künstlerischen Anfänge in Sonnevelds Kabarett erinnerte. 1946 spielte Stuart beim Kurhaus Cabaret des Schauspielers, Komikers und Kabarettisten Cor Ruys in Scheveningen, wo sie gemeinsam mit Fien de la Mar, Jan Teulings, Mary Dresselhuys und Albert Mol auftrat. In den 1950er Jahren avancierte Stuart zum Star in Sonnevelds Kabarettprogrammen, auch aufgrund der Texte der niederländischen Autorin und Songtexterin Annie M. G. Schmidt, die Stuart in jedem Programm mindestens einen passenden Song auf den Leib schrieb. 

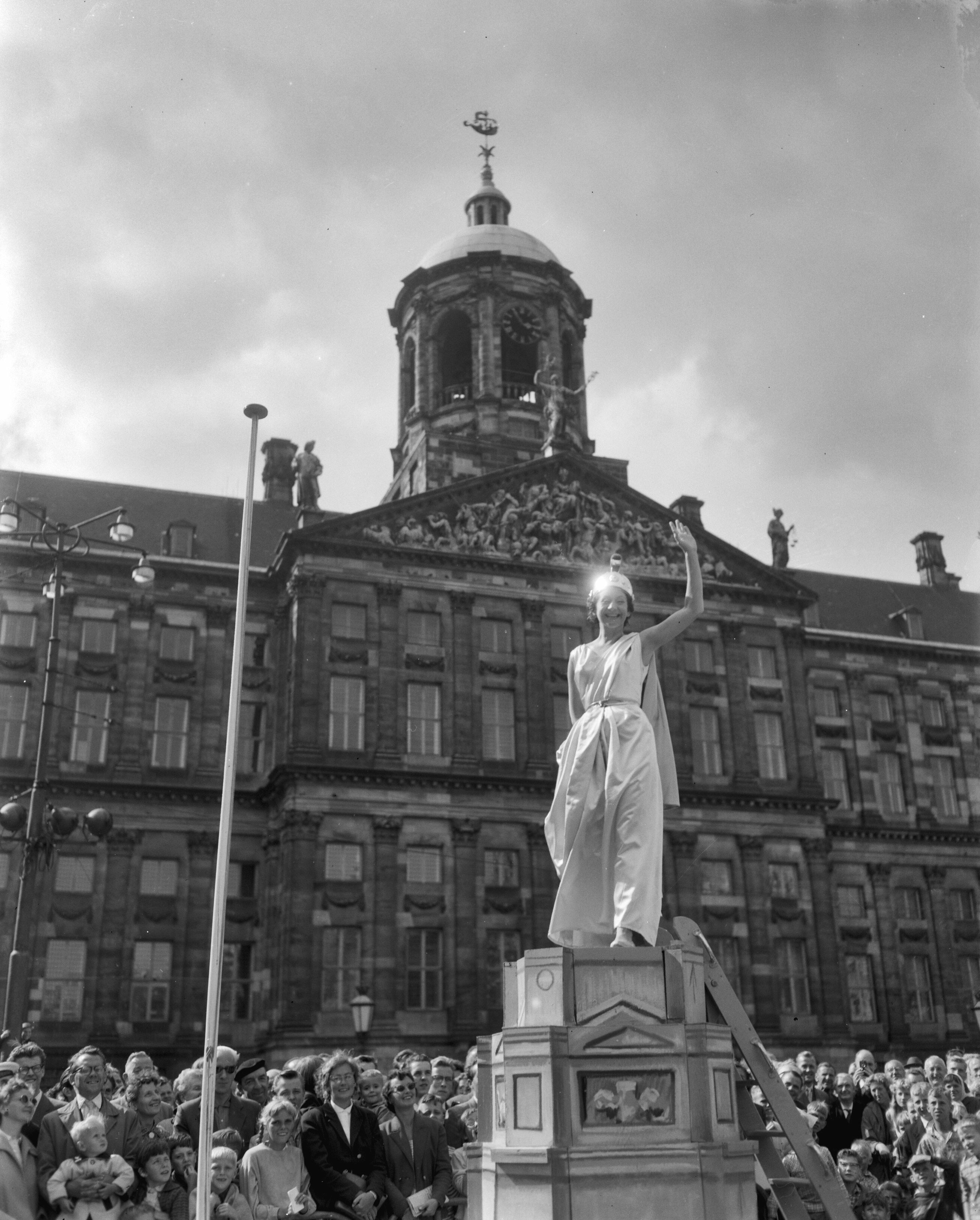
Stuart als Naatje van de Dam, 1959

1959 verkörperte sie anlässlich des Dam tot Damloops von Amsterdam nach Zaanstad Naatje van de Dam, an ihrer Seite der Schauspieler Dimitri Frenkel Frank als Peter der Große. Anfang der 1960er Jahre trat Stuart zwei Jahre beim Tingel-Tangel-Cabaret von Sieto Hoving auf.
Anfang der 1960er gab Stuart auch ihr Bühnendebüt als Theaterschauspielerin. Bei der Theaterkompagnie Ensemble spielte Stuart in der Komödie De duivele hale ze (1962), in der Farce Trijntje Cornelisdochter (1963) von Constantijn Huygens und in dem Theaterstück Ingeborg (1961), wo sie von Fien de la Mar die Rolle der Tante Ottilie, einer alten Jungfer, übernahm und somit auch ihre erste nicht-komische Theaterrolle erhielt. 1961 übernahm sie auch an der Seite von Joop Doderer eine Episodenrolle in der niederländischen Fernsehserie Swiebertje.
In den 1960er Jahren trat Stuart dann hauptsächlich in den Musicals von Annie M. G. Schmidt und Harry Bannink auf. Der erste große Erfolg war 1965 das Musical Heerlijk duurt het langst mit den für Stuart komponierten Songs Zeur niet, Kleine zwakke vrouw und Het is over. 1969 folgte Met man en muis, eine Art Kabarett-Revue, mit dem Song De bij en Knapenkoor.  Später war Stuart noch in den Schmidt-Bannink-Musicals En nu naar bed (1971), Wat een planeet (1973), Madam (1981) und De dader heeft het gedaan (1983) zu sehen.
Außerdem trat sie in verschiedenen Musicals anderer Komponisten, in musikalischen Revuen und Liedprogrammen auf, unter anderem in Je moet ermee leren leven (1975) und Alle laatjes open (1979). 1966 hatte sie großen Erfolg mit dem Lied Wat voor weer zou het zijn in Den Haag, das auch als Single herausgebracht wurde.
Mit ihrer Bühnenshow De Stuart Story (Premiere: 1985) beendete sie 1986 offiziell ihre Karriere. 1987 hatte sie mit ihrem Soloprogramm Rockebay noch einmal einen letzten öffentlichen künstlerischen Auftritt.
Stuart  erhielt mehrere Auszeichnungen für ihre künstlerischen Leistungen, unter anderem die Goldene Harfe (Gouden Harp) der Stiftung Conamus (1969) und die Silberne Medaille der Stadt Amsterdam anlässlich ihres offiziellen Abschied als Musical-Star im Jahr 1984. Ende 2002 erschien eine ausführliche Biografie über Conny Stuart.
Stuart war zweimal verheiratet. Aus ihrer ersten Ehe mit dem Impresario Henri Hofman stammen zwei Söhne, die 1945 und 1948 geboren wurden. Die Ehe scheiterte und wurde 1957 geschieden. Noch 1957 heiratete Stuart zum zweiten Mal, und zwar den um acht Jahre jüngeren holländischen Schauspieler Joop Doderer. Diese Ehe scheiterte 1960 ebenfalls.